# 南都八景

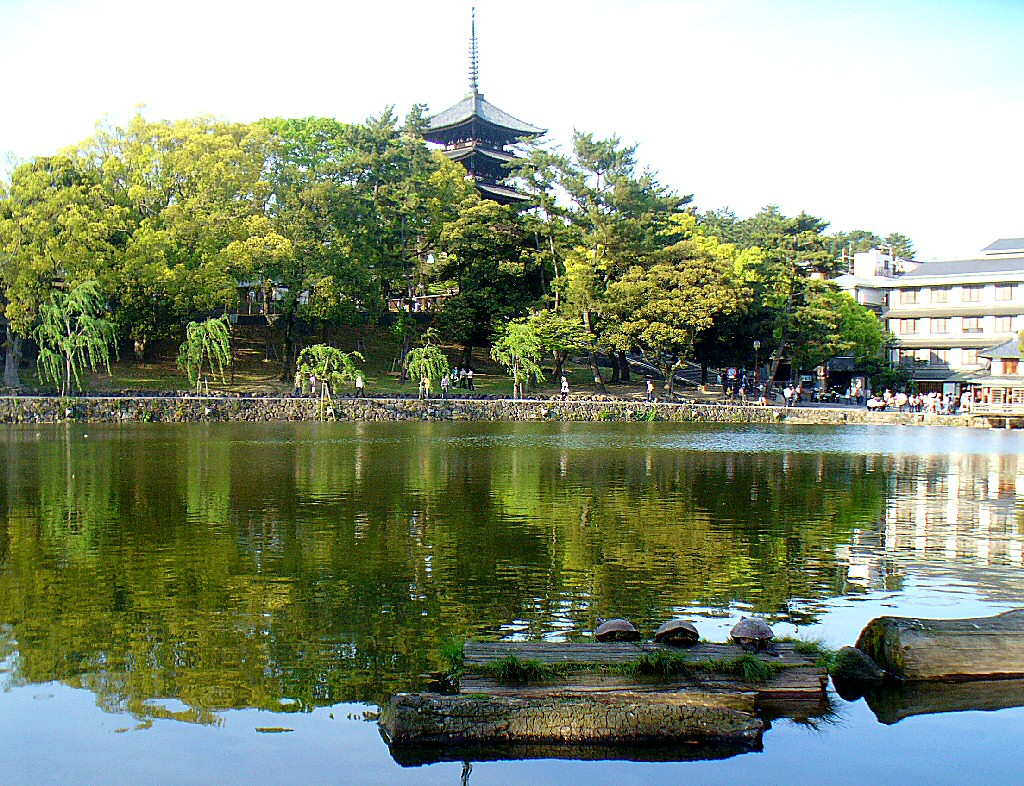
興福寺を望む昼の猿沢池

南都八景（なんと はっけい）は、奈良市の東大寺・興福寺周辺にみられる優れた風景から、「八景」の様式にならって8つを選んだ風景評価の一つ。佐保川蛍、東大寺鐘、三笠山雪、春日野鹿、南円堂藤、猿沢池月、雲居坂雨、轟橋旅人、の8つをいう。室町時代に京都相国寺鹿苑院の僧、蔭涼軒主が記した 『蔭涼軒日録』 寛正6年（1456年）9月26日の条に、蔭涼軒真蘂が将軍足利義政に付き添って春日社に詣でた時の記事として初めて登場する。 その後、江戸時代の各種の絵図に南都八景の説明が入っている。

## 八景
すべて漢字四文字で表現されているが、通常、「東大寺の鐘」、「轟橋の旅人」 のように地名と風景の間に 「の」 を入れて読む。
- 東大寺鐘 - 東大寺（とうだいじ）の境内、大仏殿の東斜面に鐘楼があり、大きな釣り鐘が現存する。重さ26.3トン。奈良時代に地震で二度落下したことがある。大晦日には一般人もこの鐘を撞くことができる。[4]
- 春日野鹿 - 春日野（かすがの）周辺に遊ぶ鹿。春日野を含む 奈良公園 周辺に約1400頭の鹿が生息している。公園内に鹿園があり、角切りが年中行事として10月に行われている。また12月には鹿寄せも行われる。[5]
- 南円堂藤 - 興福寺 (こうふくじ）境内にある重要文化財の南円堂（なんえんどう）の横に藤棚があり、今も藤の花を咲かせる。堂は西国三十三所の九番札所として参詣人が絶えないが、本尊の不空羂索観音は特別な開扉日以外は閉じられている。[6]
- 猿沢池月 - 猿沢池（さるさわいけ）の上空にかかる月を愛でて、中秋の名月の日に 「采女祭」（うねめまつり） が行われる。稚児や花扇が練り歩いた後、池に管弦の船を浮かべて花扇が投じられる。[7]
- 佐保川蛍 - 佐保川（さほがわ）のホタルを保存すべく、川の清掃が地元の人たちによって行われている。新聞報道によれば、現在ではホタルが復活している模様である。[8]
- 雲居坂雨 - 雲居坂（くもいざか）、「雲井坂雨」 としているものもある。[3] 現在は県庁東の交差点から国道369号線を200メートル北行した東側に 「雲井阪」 の石碑が、「轟橋」 のやや小さな石碑と並んで残る。
- 轟橋旅人 - 轟橋（とどろきばし）、雲居坂・轟橋の石碑のあたりにかつて存在した橋。現存しないが、橋の一部であった石が歩道の敷石として残されている。「轟橋旅人」 を 「轟橋行人」 としているものもある。[3]
- 三笠山雪 - 三笠山（みかさやま）は 若草山の別名。やや南にある 「御蓋山」（みかさやま） とは異なる。毎年1月に山焼きが行われるため、冬はかすかに草が生えるだけの山となっており、雪が積もると真っ白になる。[9]

## 周辺の名所・名物
奈良の名物を詠んだ歌に次のものがある。　大仏に　鹿の巻き筆　あられ酒　春日灯籠　町の早起き
その他、世界遺産に登録されているところに次のものがある。
- 大仏殿
- 春日大社
- 興福寺
- 元興寺
- 春日山原生林